# Доргош
Доргош (рум. Dorgoș) — село у повіті Арад в Румунії. Входить до складу комуни Усусеу.
Село розташоване на відстані 378 км на північний захід від Бухареста, 42 км на схід від Арада, 57 км на північний схід від Тімішоари.

## Населення
За даними перепису населення 2002 року у селі проживали 237 осіб.
Національний склад населення села:
| Національність | Кількість осіб | Відсоток |
| -------------- | -------------- | -------- |
| румуни         | 228            | 96,2%    |
| цигани         | 9              | 3,8%     |

Рідною мовою назвали:
| Мова      | Кількість осіб | Відсоток |
| --------- | -------------- | -------- |
| румунська | 228            | 96,2%    |
| циганська | 9              | 3,8%     |